# فيرنر زيمارمان
فيرنر زيمارمان هو راكب الكنو سويسري، (و. 1915 – 1990 م).

## وصلات خارجية
- فيرنر زيمارمان على موقع أوليمبيديا (الإنجليزية)